# 森岡京次郎
森岡 京次郎（もりおか きょうじろう、1879年2月5日 - 1920年6月27日）は、日本の政治家。衆議院議員（1期）。

## 経歴
奈良県山辺郡出身。東京帝国大学政治科卒。森岡銀行頭取、日本紙業、玉造倉庫運輸信託各(株)社長となる。
1920年の第14回衆議院議員総選挙において奈良2区から無所属で立候補して当選する。選挙中に森岡銀行が取り付け騒ぎに遭って破綻したため、当選から間もない6月27日、預金者に申し訳ないとして短刀で自殺を図り死去した。